# Debreceni VSC (balonmano femenino)
El Debreceni VSC es un club de balonmano femenino de la ciudad húngara de Debrecen. En la actualidad disputa la Liga de Hungría de balonmano femenino.

## Palmarés
- Liga de Hungría de balonmano femenino (2):
  - 1955, 1987
- Copa de Hungría (4):
  - 1985, 1987, 1990, 1991
- Copa EHF (2):
  - 1995, 1996

## Plantilla 2019-20
|  | Porteras - 16 Ágnes Triffa - 61 Dóra Szabó - 90 Viktória Oguntoye Extremos derechos - 6 Nóra Varsányi - 72 Rebeka Arany Extremos izquierdos - 17 Éva Vantara-Kelemen - 47 Panna Szabó Pivotes - 13 Petra Tóvizi - 18 Réka Bordás | Laterales izquierdos - 20 Anita Bulath - 80 Jelena Despotović Centrales - 22 Elke Karsten - 38 Petra Vámos - 49 Panna Borgyos Laterales derechos - 33 Anna Kovács - 77 Szabina Karnik |